# 冰球名人堂
冰球名人堂坐落于加拿大安大略省多伦多，是为纪念冰上曲棍球的历史而设，它是名人堂，同时也是博物馆。它展出各种关于球员、球队、国家冰上曲棍球联盟（NHL）的记录、大事记和NHL奖品（包括史丹利盃）的陈列品。冰球名人堂最初于1943年在詹姆士·T·萨瑟兰领导下在安大略的京士顿建成。